# ヒノキゴケ目
ヒノキゴケ目（ヒノキゴケもく、Rhizogoniales）は、蘚類の分類群の一つ。コケ植物マゴケ網に分類される。

## 概要
鮮やかな緑色と柔らかい房をもち、広く絨毯上に群生する。木陰の湿った腐葉土を好み、山林の土手や木の根元など傾斜面によくみられる。